# كروزيرو البرازيلية (1990–1993)
كان الكروزيرو هو العملة المستخدمة في البرازيل بين عامي 1990 و1993. كان هذا هو الإصدار الثالث من العملة البرازيلية المسماة "كروزيرو"، واستبدلت بالعملة البرازيلية الجديدة "كروزدو نوفو" من حيث القيمة. كان يستخدم حتى عام 1993، عندما استبدل بالكروزيرو ريال بمعدل 1 كروزيرو ريال = 1000 كروزيرو.

## التاريخ
في أواخر عام 1989 وأوائل عام 1990، بلغ التضخم مستوياتٍ مُتفشية بشكلٍ مُتزايد، مع تدهورٍ نقديٍّ دفعَ مُعظم الموارد المُتاحة إلى المضاربة المالية. في مُحاولةٍ للحدِّ من هذا، اتصل الرئيس المُنتخب فرناندو كولور بالرئيس جوسيه سارني، ثم في نهاية ولايته، وبموجب اتفاقٍ مُتبادل، أُعلن عن عطلةٍ مصرفيةٍ من 12 إلى 15 مارس. عند تولي الرئيس كولور منصبه، صودرت قيمة 80٪ من المبالغ المُودعة في الحسابات، باستثناء الحسابات التي بلغت قيمتها القصوى 50 ألف كروزادوس نوفو، وجُمِّدت في الحسابات لمدة 18 شهرًا، إلا في حالاتٍ استثنائية. أُعيدت تسمية العملة المُتداولة إلى كروزيرو، ونتيجةً للصدمة الاقتصادية، دخل الاقتصاد في حالة ركودٍ آنذاك. في ذلك الوقت، سُحبت أوراق كروزيرو النقدية القديمة (حتى 10 سنتافو من كروزادو نوفو)، وبدأ سحب أوراق كروزادو النقدية التي لا تزال متداولة، واستمرت هذه العملية حتى نهاية عام 1990. ورغم انخفاض التضخم مقارنةً بمستوياته في أوائل التسعينيات، لم تنجح خطة كولور في خفضه إلى مستويات معقولة، ورغم صدمات بلانو كولور 1 في عام 1990 وبلانو كولور 2 التي تلتها في عام 1991، ظل التضخم مرتفعًا، وجعل عدم الاستقرار السياسي الاستقرار الاقتصادي صعبًا، وهو ما لم يكن ممكنًا إلا مع ظهور بلانو ريال في عام 1994.

## العملات المعدنية
استمرت العملات المعدنية من فئة 1 و5 و10 و50 سنتافو التي إصدرت في عام 1989 للاستخدام مع العملة السابقة في الاستخدام بعد تقديم عملة كروزيرو. في عام 1990، قدمت عملات معدنية من الفولاذ المقاوم للصدأ فئة 1 و5 و10 و50 كروزيرو، لتكتمل عائلة العملات المعدنية التي بدأت في عام 1989. باستثناء قيمة 1 كروزيرو، التي صدرت فقط في عام 1990، إصدرت العملات المعدنية الأخرى من هذه العائلة حتى عام 1992.
| العكس | وجه العملة | قيمة          | فترة سك العملة | وصف الوجه                                   |
| ----- | ---------- | ------------- | -------------- | ------------------------------------------- |
|       |            | 1 كرور روبية  | 1990           | يصور جزءًا من المعين الموجود في علم البرازيل |
|       |            | 5 كرور روبية  | 1990–1992      | يصور عامل بركة تبخر الملح                   |
|       |            | 10 كرور روبية | 1990–1992      | يصور جامع المطاط ومصنع المصنع               |
|       |            | 50 كرور روبية | 1990–1992      | تصور امرأة تبيع البضائع في سوق الشارع       |

في عام 1992، بمناسبة Eco 92 في ريو دي جانيرو، بدأ إصدار عائلة جديدة من العملات المعدنية. كانت العملات المعدنية من فئة 100 و 500 كروزيروس هي الأولى التي إصدرت، والتي كانت مصحوبة بعملة 1000 كروزيروس، والتي إطلقت في نهاية العام نفسه. ظلت هذه العملات المعدنية تصدر حتى عام 1993، عندما إطلقت عملة كروزيرو ريال.
| العكس | وجه العملة | قيمة            | فترة سك العملة | وصف الوجه                                                      |
| ----- | ---------- | --------------- | -------------- | -------------------------------------------------------------- |
|       |            | 100 كرور روبية  | 1992–1993      | يصور خروف البحر ، واسمه البرتغالي مكتوبًا بخط "Peixe-boi"       |
|       |            | 500 كرور روبية  | 1992–1993      | تصور سلحفاة بحرية ، واسمها البرتغالي بحروف "Tartaruga Marinha" |
|       |            | 1000 كرور روبية | 1992–1993      | يصور سمكة الملاك ، واسمها البرتغالي في الحروف "Acará"          |

لم يكن لدى كروزيرو سوى عملة تذكارية واحدة متداولة، احتفالاً بالذكرى المئوية الثانية لوفاة تيرادينتيس (1792-1992).
| العملات التذكارية المتداولة لكروزيرو (1990-1993) | العملات التذكارية المتداولة لكروزيرو (1990-1993) | العملات التذكارية المتداولة لكروزيرو (1990-1993) | العملات التذكارية المتداولة لكروزيرو (1990-1993) | العملات التذكارية المتداولة لكروزيرو (1990-1993)                                                      |
| العكس                                            | وجه العملة                                       | قيمة                                             | فترة سك العملة                                   | وصف                                                                                                   |
| ------------------------------------------------ | ------------------------------------------------ | ------------------------------------------------ | ------------------------------------------------ | --- |
|                                                  |                                                  | 5000 كرور روبية                                  | 1992                                             | يصور التمثال النصفي لتيرادينتيس، والحروف "Liberdade" (الحرية)، و"Cidadania" (المواطنة) و"Tiradentes". |

بالإضافة إلى ذلك، كان لدى كروزيرو أيضًا عملتان تذكاريتان فضيتان غير متداولتين.
| العملات التذكارية غير المتداولة لكروزيرو (1990-1993) | العملات التذكارية غير المتداولة لكروزيرو (1990-1993) | العملات التذكارية غير المتداولة لكروزيرو (1990-1993)                               | العملات التذكارية غير المتداولة لكروزيرو (1990-1993) | العملات التذكارية غير المتداولة لكروزيرو (1990-1993)                      |
| العكس                                                | وجه العملة                                           | قيمة                                                                               | فترة سك العملة                                       | وصف                                                                       |
| ---------------------------------------------------- | ---------------------------------------------------- | ---------------------------------------------------------------------------------- | ---------------------------------------------------- | ------------------------------------------------------------------------- |
|                                                      |                                                      | 500 كرور روبية                                                                     | 1991                                                 | إحياءً للذكرى السنوية الخمسمائة (1492-1992) لاكتشاف الأوروبيين للأمريكيتين |
| 2000 كرور روبية                                      | 1992                                                 | إحياءً لذكرى مؤتمر الأمم المتحدة للبيئة والتنمية الذي عقد في ريو دي جانيرو عام 1992 |                                                      |                                                                           |

## الأوراق النقدية
كانت الأوراق النقدية الأولى عبارة عن مطبوعات فوقية على أوراق كروزادو نوفو، بفئات 50 و100 و200 و500 كروزيرو وأوراق نقدية طارئة بقيمة 5000 كروزيرو. 

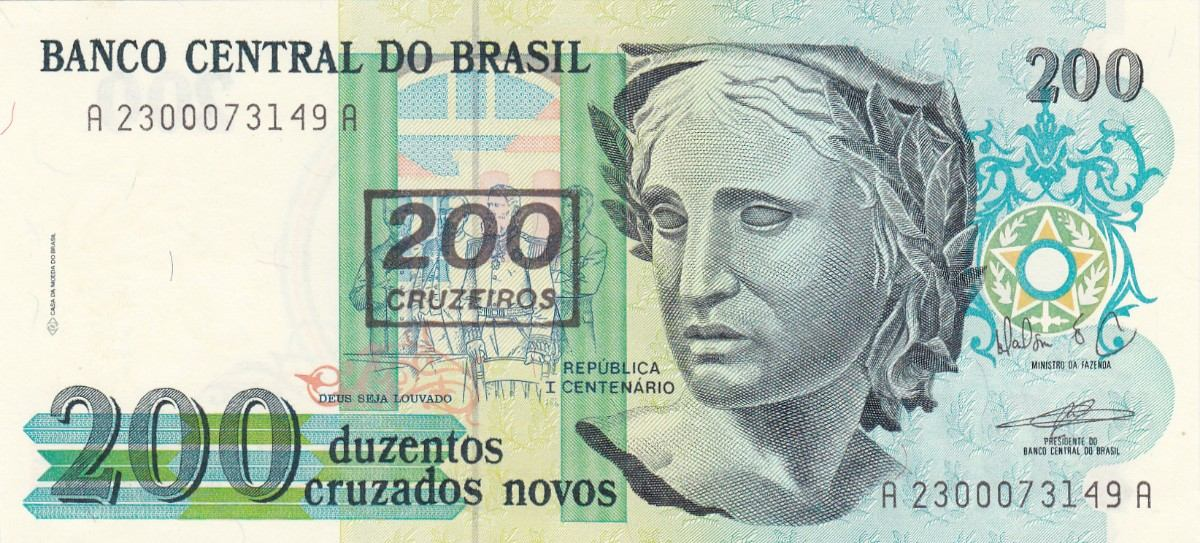
ورقة نقدية من فئة 200 دولار كوري جنوبي مختومة بعلامة 200 دولار كرواتي

في عام 1990، قدمت أوراق نقدية منتظمة بقيم 100 و200 و500 و1000 و5000 كروزيروس، تلاها 10000 و50000 كروزيروس في عام 1991، و100000 كروزيروس في عام 1992 و500000 كروزيروس في عام 1993. في عام 1992، سحبت الأوراق النقدية من فئة 50 و100 كروزيرو، و سحبت الفئات الأعلى في عام 1994، على الرغم من أن الأوراق النقدية التي تصل إلى 1000 كروزيرو لم تعد تُرى إلا نادراً منذ أواخر عام 1993.

## الفهرس
- "O que foi o Plano Collor" [What the Collor Plan was]. Folha de S.Paulo (بالبرتغالية البرازيلية). ساو باولو. 16 Mar 2005. Archived from the original on 2022-03-21. Retrieved 2021-07-05.